# Peter Balzli
Peter Balzli (* 26. Dezember 1964 in Zollikofen) ist ein Schweizer Journalist beim Schweizer Radio und Fernsehen (SRF). Bekannt wurde er als langjähriger Auslandskorrespondent für Frankreich, Grossbritannien und Österreich sowie Ost- und Südosteuropa.

## Leben
Peter Balzli absolvierte die Primarschule in Zollikofen und Bütikofen, die Sekundarschule in Kirchberg und das Gymnasium in Burgdorf, das er 1984 mit der Matura Typus E (Wirtschaftsgymnasium) abschloss. Danach studierte er Volkswirtschaft in Bern und Berlin, wo er 1993 zum Lic.-rer.-pol. promovierte. Während dem Gymnasium und dem Studium arbeitete Balzli für verschiedene Lokalzeitungen (u. a. die Berner Zeitung, Region Emmental), wo er erste Artikel verfasste, u. a. über Gemeindenachrichten, Wirtschaft, Kultur, Musik und Fussball. 1992 trat er seine erste Festanstellung bei Radio Förderband an und war für die Wirtschaftszeitung Cash tätig. 1993/94 absolvierte er die Ringier-Journalistenschule. 1995 stiess er zum Schweizer Radio und Fernsehen und arbeitete für den Kassensturz (1995/96) und die Sportsendung time out (1997–2000). Von 2000 bis 2001 arbeitete er als Delegierter des Internationalen Roten Kreuzes in Sri Lanka. Anstelle einer Weltreise trat er 2002 den frei gewordenen Korrespondenten-Posten in Paris an, um 2007 nach London zu wechseln. Während dieser Zeit war er u. a. auch als Kolumnist für D’ Region tätig. Nach zehn Jahren Auslandseinsatz kehrte er im Oktober 2013 zum Schweizer Fernsehen in die Schweiz zurück. Von 2014 bis 2016 war Balzli Kommunikationschef der Swissmedic. In dieser Zeit schlug das Blutspendeverbot für homosexuelle Männer grosse Wellen. 2016 wechselte Balzli erneut zum Schweizer Fernsehen, diesmal als Auslandskorrespondent für Österreich, Ost- und Südosteuropa.
Nebst seinen journalistischen Tätigkeiten betätigte sich Balzli u. a. als Redner, Moderator und Reisebegleiter.
Seine Begeisterung für Sport, insbesondere Fussball, konnte er sowohl als Kommentator als auch als aktiver Fussballer auf dem Platz umsetzen.

## Werke
- Nach vorne! : Lästernde Kiebitze, spielentscheidende Stadionwürste, betrunkene Vorstopper - TORWORT-Geschichten über Fußball. Verfasser: Arne Jens, Sascha Theisen, Clemens Herbstmeister, Axel Formeseyn, Sascha Theisen, Stefan Reusch, Fritz Eckenga, Peter Balzli, Jens Kirschnek, Philipp Köster, Ismael Fischmord, Frederic Latz, Stefan Barta, Daniela Schulz, Ben Redelings, Gerhard Horriar, Carsten Schmidt. Verlag Die Werkstatt, Göttingen 2011. ISBN 978-3-89533-732-1.
- DOK: Mein London. Dokumentarfilm (50 Minuten) von Peter Balzli und Florian Inhauser (2012), in dem die beiden ehemaligen London-Korrespondenten anlässlich der Olympischen Spiele ihr eigenes Bild von London zeigen.[12]

## Auszeichnungen
- Swiss Press Award 24 (zusammen mit Kushtrim Kadriu), 2. Platz für den Beitrag Etnische Säuberungen per Gesetz in Südserbien in der Sendung 10 vor 10 von SRF.[13]